# Marengo-Prozess
Der Marengo-Prozess ist ein niederländisches Strafverfahren gegen siebzehn Verdächtige, darunter Ridouan Taghi, die als mutmaßliche Mitglieder der „Mocro Mafia“ für Morde und Mordversuche in den Niederlanden von 2015 bis 2017 verantwortlich gemacht werden. Der Verdacht, auch für spätere Morde verantwortlich zu sein, ist nicht Bestandteil des Prozesses. Der Begriff „Marengo“ ist ein vom Computer zufällig gewählter Name; er bezieht sich auf ein Wollgewebe gleichen Namens.

## Verdächtige
Siebzehn Verdächtige sind im Marengo-Prozess angeklagt. Darunter:
- Ridouan Taghi. Er gilt als Bandenchef und Hauptverdächtiger in dem Fall.[3] Er wurde am 16. Dezember 2019 in Dubai (VAE) verhaftet und drei Tage später in das niederländische Hochsicherheitsgefängnis EBI Vught überführt. Er wurde, bis zu ihrer Festnahme im April 2023, von der Rechtsanwältin Inez Weski verteidigt.[4]
- Saïd R. Angebliche rechte Hand von Taghi. Er wurde am 7. Februar 2020 in Medellin (Kolumbien) verhaftet, war aber zum Zeitpunkt des Prozessbeginns noch nicht an die Niederlande ausgeliefert worden.

## Anklagen
Die Anklagen in diesen Fällen umfassen eine Reihe von Morden und Mordversuchen im Zeitraum 2015 bis 2017:
- Der Mord an Ronald Bakker (59) am 9. September 2015. Er wurde vor seinem Haus in Huizen ermordet. Er soll den Kriminalbeamten Informationen über Kunden des Ladens in Nieuwegein, in dem er arbeitete, geliefert haben.
- Vorbereitende Handlungen zur Herbeiführung einer Explosion im Spyshop in Nieuwegein, wo Bakker arbeitete. Taghi verdächtigte das Unternehmen, mit der Polizei und der Justiz zu kooperieren. Dies ging aus von der Polizei abgefangenen Nachrichten über PGP-Telefone zwischen Taghi und Mitangeklagten hervor, die erst Jahre später entschlüsselt werden konnten.
- Vorbereitende Handlungen für den Mord an Fachtali und den Mord an Samir Erraghib in der Zeit vom 1. März bis 17. April 2016.
- Ermordung von Samir Erraghib am 17. April 2016 in IJsselstein. Laut abgefangener Nachrichten (PGPs) ging Taghi davon aus, dass Erraghib Informationen über seine Organisation an die Polizei weitergab. Erraghibs 7-jährige Tochter war bei seiner Liquidation anwesend.[3]
- Ermordung von Abdelkader Belhadj am 9. Mai 2016.
- Ermordung von Ranko Scekic am 22. Juni 2016. Scekic wurde ermordet, kurz bevor er in einem Strafverfahren gegen Taghi in Utrecht aussagen sollte. Er soll Teil einer Gruppe gewesen sein, die im Auftrag von Taghi Morde vorbereitet hat. Die Staatsanwaltschaft enthüllte später über diesen Mord, dass Taghi kurz nach der Liquidation über den PGP-Nachrichtendienst schrieb: „Hahaha, dieser Wasserkopf lebt nicht mehr. Er hat 5 oder 6 Kugeln in seinen Kopf bekommen.“[5]
- Versuchter Mord an Martin Kok am 2. Juli 2016 in Amsterdam.
- Versuchter Mord an Abdelkarim Ahabad am 11. Oktober 2016.
- Versuchter Mord an Khalid Badho am 5. Dezember 2016 in Rotterdam.
- Versuchter Mord an Martin Kok am 8. Dezember 2016 in Amsterdam.
- Ermordung von Martin Kok am 8. Dezember 2016 in Laren. Als Kriminalreporter schrieb Kok auf seiner Website über Ridouan Taghi, Richard R. („Rico der Chilene“) und Naoufal „Noffel“ F. als „mörderisches Triumvirat“.[3]
- Vorbereitende Handlungen für den Mord an Khalid Hmidat im Januar 2017.
- Ermordung von Hakim Changachi am 12. Januar 2017 in Utrecht. Nach Angaben der Justiz war nicht Changachi das Ziel des Mordes, sondern eigentlich Khalid Hmidat. Ein erneuter Mordversuch folgte ein paar Tage später, aber die Zielperson „Imo“ bemerkte seine Angreifer rechtzeitig und alarmierte die Polizei.[6]

## Weitere Entwicklungen und Prozess
Eine wichtige Quelle für die Staatsanwaltschaft ist der Kronzeuge Nabil Bakkali. Am 14. Januar 2017 ließ sich Nabil Bakkali festnehmen, nachdem er die Polizei darüber informiert hatte, dass er in der Nähe von Leidseplein und P.C. Hooftstraat bewaffnet herumlaufe. Indem er sich verhaften ließ, hoffte er, vor einer Liquidation geschützt zu sein und einen Deal mit der Justiz machen zu können. Er tat dies, weil zwei Tage zuvor, am 12. Januar 2017 ein Bekannter von ihm, Hakim Changachi, bei einem sogenannten „Irrtumsmord“ getötet worden war, für den Nabil B. das Fluchtauto arrangiert hatte. Eine Woche nachdem bekannt wurde, dass Nabil Bakkali sich entschlossen hatte, mit der Justiz zu kooperieren, wurde sein Bruder Reduan in eine Falle gelockt und getötet. Zudem wurde am 18. September 2019 sein Anwalt, Derk Wiersum, vor seinem Haus in Amsterdam ermordet. Nach dem Mord an Wiersum kündigte der andere Anwalt des Kronzeugen am 6. November 2019. Auf ihn folgte Oscar Hammerstein als Anwalt. Nabil Bakkali wurde auch von dem Kriminalreporter Peter R. de Vries beraten. Nach Unstimmigkeiten zwischen de Vries und Hammerstein kam es im Frühjahr 2020 zum Bruch zwischen Nabil Bakkali und Hammerstein. Hammerstein wurde anschließend von Peter Schouten und Onno de Jong als Anwälte abgelöst. Im Juli 2021 wurde Peter R. de Vries Opfer eines Anschlags, an dessen Folgen er noch im selben Monat verstarb.

### Prozess-Verlauf

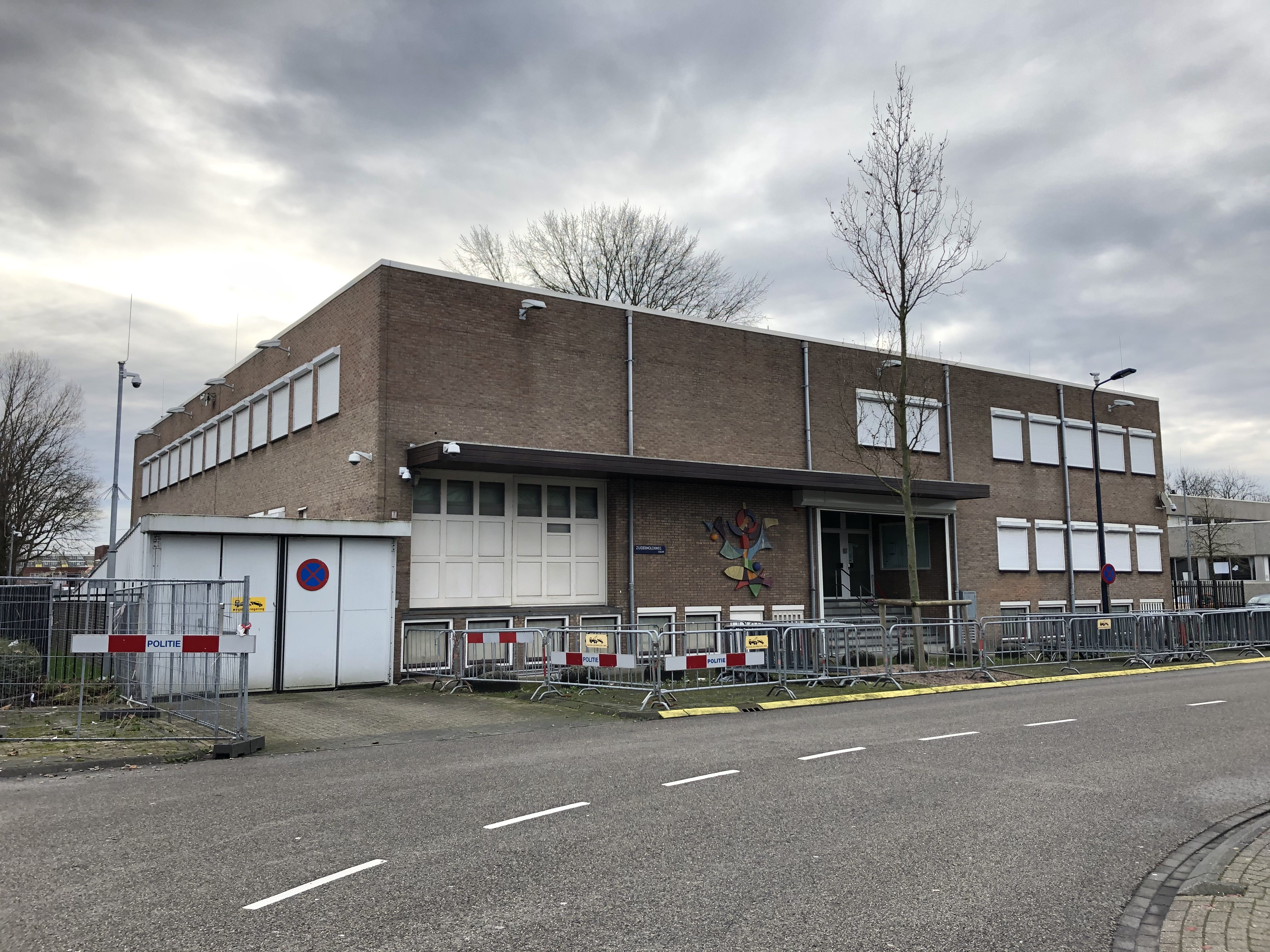
Das schwer gesicherte Hochsicherheitsgerichtsgebäude De Bunker in Amsterdam Nieuw-West, wo das Gerichtsverfahren stattfindet

Am 20. September 2019, wenige Tage nach der Ermordung des Rechtsanwalts Derk Wiersum, dem Anwalt des Kronzeugen Nabil B., beschlossen das Gericht und die Staatsanwaltschaft in Amsterdam, dass das Strafverfahren gegen die Verdächtigen aus Sicherheitsgründen „hinter verschlossenen Türen“ und unter Ausschluss der Öffentlichkeit und Presse stattfinden soll. Der niederländische Journalistenverband (NVJ) und die niederländische Gesellschaft der Chefredakteure protestierten gegen diese Entscheidung, und plädierten für eine „offene Justiz“.
Die Verhandlungen finden im Hochsicherheitstrakt „De Bunker“ in Amsterdam Nieuw-West statt.
Die Hauptverhandlung des Marengo-Prozesses begann am 22. März 2021. Am 11. Juni 2021 erhoben die Anwälte von Nabil Bakkali einen Befangenheitsantrag gegen die Richter des Prozesses. Nach einer Woche fiel die Entscheidung diesem Antrag nicht statt zu geben.
Am 8. Juni 2022 begann die Staatsanwaltschaft mit dem Plädoyer.
Am 28. Juni 2022 stellte die Staatsanwaltschaft ihre Strafanträge vor. Gegen fünf Beschuldigte in dem Prozess, darunter Taghi, wurde die lebenslange Freiheitsstrafe gefordert. Weitere Beschuldigte sollen längere Haftstrafen erhalten: fünf Mal 20 bis fast 27 Jahre, und fünf Mal 10 bis 16 Jahre. Die niedrigste Strafe, die die Staatsanwalt vorschlug, waren fünf Jahre und 11 Monate für Ricardo O. Am 17. Februar 2023 wurde auch für Saïd R. die lebenslange Freiheitsstrafe gefordert.
Am 21. April 2023 wurde Taghis Anwältin, Inez Weski, unter dem Vorwurf der Teilnahme an einer kriminellen Organisation festgenommen. Taghi soll sie für Kontakte nach draußen benutzt haben. Aus ihrer Untersuchungshaft ließ sie am 24. April 2023 verkünden, dass sie ihr Mandat für Taghi mit sofortiger Wirkung niederlege. Sie wurde am 1. Juni aus der Untersuchungshaft entlassen, die Ermittlungen wurden aber fortgesetzt.

### Urteilsverkündung
Nach vielen Unterbrechungen und Verzögerungen wurde das Urteil am 27. Februar 2024 gesprochen: Drei Angeklagte, darunter auch Taghi, erhielten lebenslangen Freiheitsentzug. Das Urteil ist noch nicht rechtskräftig; es kann Berufung eingelegt werden. Das Urteil wegen der Ermordung von de Vries wurde im Sommer 2024 verkündet.